# 퍼블릭 오디토리움
퍼블릭 오디토리움(영어: Public Auditorium)는 미국 오하이오주 클리블랜드에 위치한 실내 경기장이다.G 리그 클리블랜드 차지의 홈경기장으로 사용하고 있다.